# Нетце
Нетце (нім. Neetze) — громада в Німеччині, розташована в землі Нижня Саксонія. Входить до складу району Люнебург. Складова частина об'єднання громад Остгайде.
Площа — 26,84 км2. Населення становить 2710 ос. (станом на 31 грудня 2021).